# Jure Obšivač
Jure Obšivač (Metković, 28 maggio 1990) è un calciatore croato, difensore o centrocampista dell'ONK Metković.

## Caratteristiche tecniche
Difensore centrale, può giocare anche come mediano.

## Palmarès

### Club

#### Competizioni nazionali
- Coppa di Croazia: 1

Hajduk Spalato: 2012-2013